# Chimonobambusa angustifolia
Chimonobambusa angustifolia är en gräsart som beskrevs av Cheng De Chu och Chi Son Chao. Chimonobambusa angustifolia ingår i släktet Chimonobambusa och familjen gräs. Inga underarter finns listade i Catalogue of Life.